# Tonneville
Tonneville település Franciaországban, Manche megyében. Lakosainak száma 604 fő (2018. január 1.). Tonneville Querqueville, Équeurdreville-Hainneville, Flottemanville-Hague és Sainte-Croix-Hague községekkel határos.

## Népesség
A település népessége az elmúlt években az alábbi módon változott:
| Lakosok száma | 217  | 217  | 347  | 412  | 595  | 652  | 642  | 652  | 592  | 604  |
|               | 1968 | 1975 | 1982 | 1990 | 1999 | 2011 | 2013 | 2015 | 2017 | 2018 |